# Karanovo (Sliven)
Karanovo (Bulgaars: Караново) is een dorp in de Bulgaarse gemeente Nova Zagora, oblast Sliven. Het dorp ligt hemelsbreed 38 km ten zuidwesten van Sliven en 212 km ten oosten van Sofia. In de buurt van het dorp bevindt zich de oudste en grootste nederzettingsheuvel van Bulgarije en Europa (zie: Karanovo (site)).

## Bevolking
Op 31 december 2020 telde het dorp Karanovo 908 inwoners.
| Bevolkingsontwikkeling tussen 1934 en 2020          |
| --------------------------------------------------- |
|                                                     |
| Bron: Nationaal Statistisch Instituut van Bulgarije |

In het dorp wonen grotendeels etnische Bulgaren. In de optionele volkstelling van 2011 identificeerden 586 van de 742 ondervraagden zichzelf als etnische Bulgaren, oftewel 79% van alle ondervraagden. De overige ondervraagden noemden zichzelf vooral Roma (137 personen, 18,5%) of Turken (13 personen, 1,8%).
| Etnische samenstelling van de respondenten (2011) | Etnische samenstelling van de respondenten (2011) | Etnische samenstelling van de respondenten (2011) | Etnische samenstelling van de respondenten (2011) | Etnische samenstelling van de respondenten (2011) |
| ------------------------------------------------- | ------------------------------------------------- | ------------------------------------------------- | ------------------------------------------------- | ------------------------------------------------- |
|                                                   |                                                   |                                                   |                                                   |                                                   |
| Bulgaren                                          | Bulgaren                                          |                                                   | 79,0%                                             | 79,0%                                             |
| Turken                                            | Turken                                            |                                                   | 1,8%                                              | 1,8%                                              |
| Roma                                              | Roma                                              |                                                   | 18,5%                                             | 18,5%                                             |
| Anders/Onbekend                                   | Anders/Onbekend                                   |                                                   | 0,7%                                              | 0,7%                                              |